# Puente de la amistad Catar Baréin
El Puente de la amistad Catar Baréin o simplemente Puente de la Amistad (en árabe: جسر المحبة) es un puente o calzada prevista entre los dos estados árabes de Catar y Baréin. Se anunció el 13 de diciembre de 2008 que la construcción se iniciaría a principios de 2009, y costaría aproximadamente $ 2.3 mil millones de dólares estadounidenses el completarlo. En junio de 2010, la construcción no había comenzado, y el proyecto estaba en suspenso. El 14 de enero de 2011, el ministro de Relaciones Exteriores de Baréin indicó que el proyecto, sin embargo debe ser considerado como una necesidad para ambos países: "Este es un mercado económico, una zona económica que debe estar bien conectada, y el puente es una parte integral de esto". En diciembre de 2012, el ministro de Relaciones Exteriores de Baréin dijo que debido la turbulencia financiera la construcción del puente sólo se completaría "un poco antes de la Copa Mundial de la FIFA 2022." 
El 17 de noviembre de 2023, en una reunión entre el Rey de Baréin Hamad bin Isa Al Jalifa y el primer ministro de Catar Mohammed bin Abdulrahman Al Thani, se acordó reanudar la planificación del puente y las autoridades de ambos países fueron instruidos para finalizar los planes y comenzar la implementación del proyecto.